# Енджелс (футбольний клуб, Гібралтар)
ФК «Енджелс» (англ. Angels Football Club) — футбольний клуб з Гібралтару, заснований 2014 року. Виступав у Другому дивізіоні Гібралтару. У сезоні чемпіонату 2015–2016 років виступав у Прем'єр-дивізіоні. Домашні матчі приймав на стадіоні «Вікторія», місткістю 5 000 глядачів. Розформований у 2018 році.